# 埃爾斯伯里鎮區 (北達科他州巴恩斯縣)
埃爾斯伯里鎮區（英語：Ellsbury Township）是位於美國北達科他州巴恩斯縣的一個鎮區。

## 地方資料
埃爾斯伯里鎮區的面積為93.09平方千米，皆為陸地。根據2010年美國人口普查的數據，當地共有人口28人，而人口密度為每平方千米0.3人。